# Afaitada

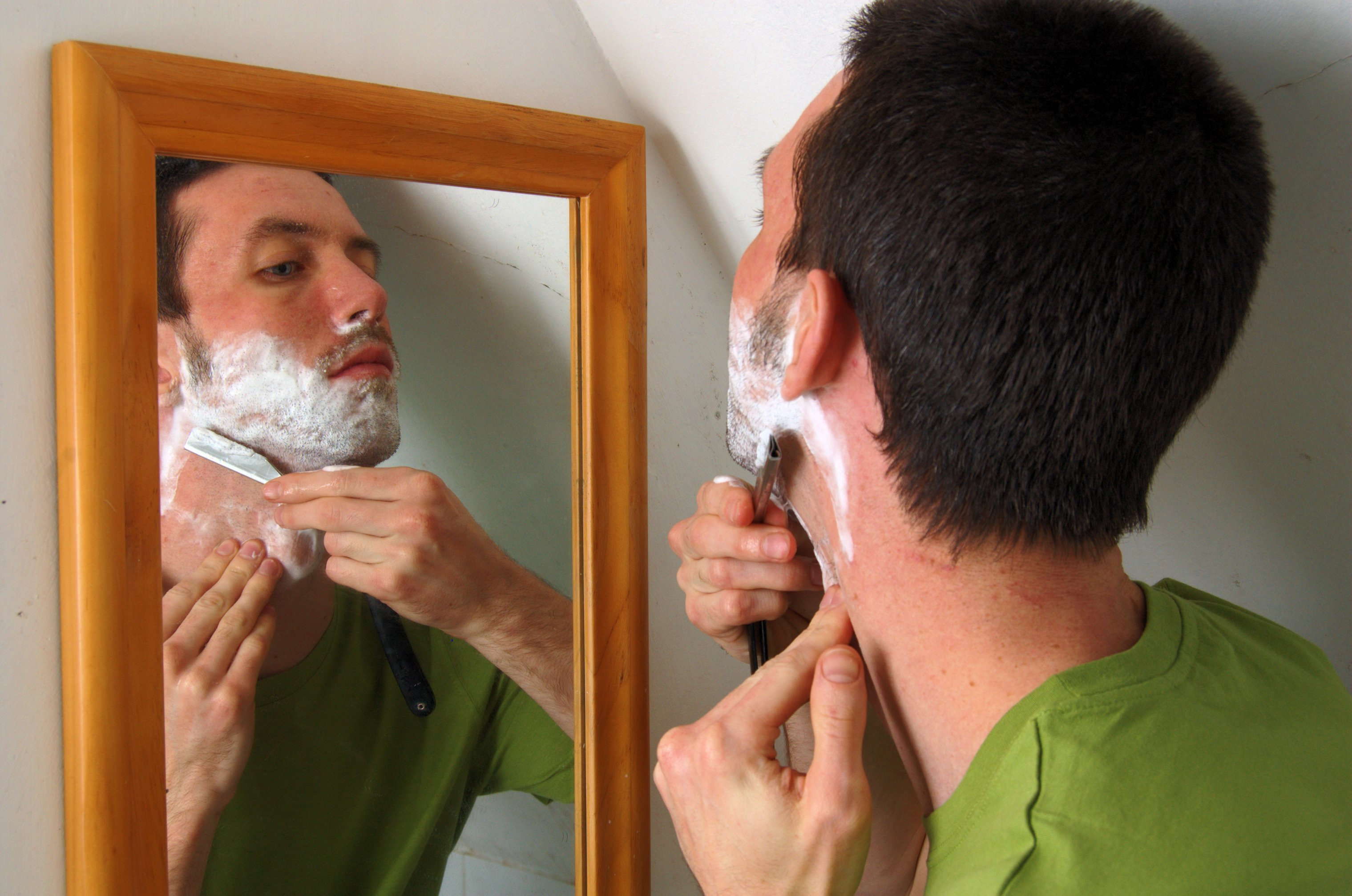
Un jove s'afaita la barba amb raor

L'afaitada, afaitament o rasura és la pràctica de tallar la barba o el bigoti (i per extensió els pèls o el borrissol de qualsevol part del cos) usant una navalla d'afaitar, fulla d'afaitar o maquineta d'afaitar.
És un mètode comú de depilació, i és usat pels homes per a eliminar els pèls facials, i per les dones per a eliminar els pèls de les cames, aixelles i les parts sensibles del pubis. Algunes persones poden afaitar-se el cap, o almenys una part d'aquest.
El verb afaitar ve del llatí afectare que vol dir adobar, un dels requisits per a adobar-se era d'afaitar-se la barba. És a dir, d'aquesta manera, el verb va obtenir un nou significat: el de rasurar-se els pèls de la barba. De fet, encara es fa servir el terme arreglar o fer la barba.